# Majvor Ekholm
Majvor Lilian Hermine Ekholm, född 21 maj 1948 i Karlskoga, är en svensk målare och farmacevt.
Ekholm flyttade som ung till Stockholm och avlade farmaceutexamen 1970 vid Farmaceutiska institutet i Stockholm och arbetade därefter som farmacevt och var apotekschef i 17 år samt som personalutbildare inom Apoteksbolaget AB. Hon studerade konst vid  Gerlesborgsskolan i Bohuslän för professor Arne Isacsson, och har därefter deltagit i kurser för bland annat Björn Bernström, Maria Ginzburg, Nadja Helin, Lars Holm, Björn Melin, Morten Paulsen, och George Suttner.
Hon har haft separatutställning på bland annat Ramboden i Strängnäs, Skebokvarnsgården, Kaffestugan Fridhem i Sköldinge, Folkets Hus Norsborg, Sundsbergs Konsthall i Sunne och Salems Bibliotek i Rönninge och tillsammans med Kerstin Osterman på Galleri Slottet i Sunne. Hon har medverkat i samlingsutställningarna Värmlands Konstförenings Höstsalonger på Värmlands museum, Vintersalongen på Konstgalleriet i Hälleforsnäs, Lagårn Ullsta i Stjärnhov, Väsby Konsthall, Edsvik Konsthall, Galleri Draken, Vårdcentralen Centrum Flen, Galleri Cafè Lucas i Stockholm, Galleri Aguèli i Stockholm och Blå Lagårns sommarutställning i Arvika.
Hennes konst består av akvareller med landskap och bilar. Hon är medlem i Akvarellsällskapet Spray och Nordiska Akvarellsällskapet. 
Ekholm är representerad vid Apoteket AB, Fortifikationsförvaltningens Konstförening, Flens Kommuns Konstförening och Eskilstuna Kommunanställdas Konstförening.